# 36033 Візеджі
36033 Візеджі (36033 Viseggi) — астероїд головного поясу, відкритий 19 липня 1999 року.
Тіссеранів параметр щодо Юпітера — 3,200.